# Wingen
Wingen é uma comuna francesa na região administrativa de Grande Leste, no departamento Baixo Reno. Estende-se por uma área de 16,89 km². Em 2010 a comuna tinha 456 habitantes (densidade: 27 hab./km²).